# Unione nazionale imprese a tutela del credito
L'Unione nazionale imprese a tutela del credito,  in acronimo UNIREC (dall'originaria denominazione: "Unione nazionale imprese di recupero, gestione e informazione del credito"), è una associazione italiana di recupero crediti stragiudiziale.
Aderisce a Confindustria servizi innovativi e tecnologici ed è membro della Federation of European National Collection Associations (Fenca), la Federazione europea delle associazioni nazionali di aziende di recupero crediti.
UNIREC nasce il 20 novembre 1998 dalla fusione delle due associazioni di categoria all'epoca esistenti:
- AIIREC presso l'Associazione Industriali di Vicenza (fondata nel 1996, che portò 53 associati);
- ASSOREC presso Assolombarda di Milano (fondata nel 1997, che portò 28 associati)

## Storia
L'associazionismo delle imprese di recupero crediti è nato su l'iniziativa di un gruppo di imprenditori sensibili alle problematiche deontologiche della professione oltre a instaurare corretti rapporti con le Istituzioni.
La spinta associativa iniziò nel 1996 quale risposta alla cosiddetta circolare Masone (circolare ministeriale 559/C 22103.1205 del 2 luglio 1996) che, interpretando il testo unico sulla pubblica sicurezza del 1931, stabiliva due disposizioni decisamente penalizzanti per la categoria del recupero crediti. Una era il limite territoriale imposto all'attività delle società di recupero crediti, limite che coincideva con quello della provincia, insuperabile anche con una telefonata o una lettera. L'altra riguardava i collaboratori delle agenzie, i quali dovevano configurarsi o come dipendenti o come professionisti con autonomo titolo autorizzatorio, ossia essere a loro volta agenzie di recupero, per quanto unipersonali.
Regole, queste, che danneggiarono il mercato, mettendo in difficoltà tutte le società del settore. La circolare fu il frutto di un maldestro tentativo di dare ordine a un settore lasciato a se stesso in una fase di turbinosa crescita.
Su spinta di Gianpaolo Luzzi, allo scopo di affrontare la nuova situazione, a settembre del 1996 nacque l'AIIREC a Vicenza. A novembre fu approvato dall'associazione il rigoroso codice deontologico (che è alla base dell'attuale) e nel frattempo furono ottenute le prime sospensioni della circolare dal TAR del Lazio. Allo stesso tempo, iniziò l'opera di sensibilizzazione della classe politica, che dura tuttora e che ha portato all'elaborazione di una normativa più favorevole per la categoria. All'epoca, l'onorevole Raffaele Costa fece un'interrogazione al Parlamento europeo sulla liceità o meno della disposizione riguardante i limiti territoriali, con il risultato che l'Unione europea mise in mora l'Italia per la circolare Masone. A febbraio del 1997 l'AIIREC si associò a Fita-Confindustria e dal marzo dello stesso anno l'associazione iniziò a gestire uno spazio mensilmente sul quotidiano Italia Oggi.
Ma occorreva altro. L'attività di recupero crediti, infatti, era poco o niente affatto nota, il pubblico ne conosceva i lati meno presentabili o più folkloristici. I luoghi comuni, legati più che altro alla cinematografia d'oltreoceano, continuavano a dipingere i recuperatori come gli "strizzapollici".
Per questo, agendo di concerto con CEPAS, ente certificatore delle professioni riconosciuto da SINCERT, e coinvolgendo le associazioni delle mandanti (ACMI Associazione Credit Manager Italia, Assofin, ecc.) e i mandanti più ragguardevoli, come Telecom, furono definiti parametri di professionalità per le principali figure del settore (il general manager, il recuperatore esperto, il recuperatore semplice), arrivando infine a una certificazione.
Notevole, negli anni a seguire, l'attività sul fronte della comunicazione e dei rapporti istituzionali; diverse le pubblicazioni su importanti testate economiche, molte le interviste rilasciate e i passaggi in televisione.

## Struttura
Organo centrale dell'Associazione è l'assemblea, composta da rappresentanti delle aziende associate, la quale, oltre ad avere funzioni elettive, determina le direttive di massima dell'azione associativa.
Il consiglio direttivo ha, invece, il compito di formulare il programma contenente gli indirizzi e le direttive generali dell'Associazione ed eseguire le deliberazioni dell'assemblea, indirizzando e dirigendo l'attività dell'Associazione.
Il presidente è eletto dall'assemblea generale ed ha la sopraintendenza al funzionamento dell'Associazione sulla base delle deliberazioni dell'Assemblea e del consiglio direttivo.
Vi è poi il segretario generale che coordina le attività associative e dirige la segreteria dell'associazione.
Come tutte le associazioni, UNIREC ha poi un tesoriere e un collegio dei revisori dei conti cui spetta la vigilanza e il controllo contabile-amministrativo dell'Associazione.
Organo fondamentale è il collegio dei probiviri, costituito da tre membri effettivi e due supplenti, cui è affidato il controllo etico-giuridico finalizzato alla soluzione delle incertezze e delle controversie che insorgano nell'interpretazione dello statuto e del codice deontologico o nella loro pratica attuazione.
È in particolare affidato al collegio dei probiviri l'esame delle domande di ammissione all'associazione e una funzione di vigilanza e monitoraggio del settore alla luce dei principi dettati dal nostro stringente codice deontologico. Il monitoraggio, la vera chiave del successo di UNIREC, si estende anche al controllo sulla eventuale presenza di pregiudizievoli e protesti in capo alle società iscritte, ai loro soci ed amministratori. Su tali basi, il collegio promuove d'ufficio, o su segnalazione di chiunque vi abbia interesse, procedimenti disciplinari nei confronti degli associati che non osservino il codice deontologico o non posseggano, per cause sopravvenute, i requisiti per far parte dell'associazione.
Infine, sul territorio UNIREC è organizzata in gruppi macroregionali, al fine di raccogliere le istanze provenienti dalla base associativa, con un coordinatore nazionale delle macroregioni, che funge da organo di collegamento tra i gruppi macroregionali ed il consiglio direttivo.

## I rapporti con i consumatori
L'associazione nasceva in una fase di veloce e turbinosa crescita dell'attività di recupero crediti. In questi casi c'è sempre qualcuno che ne approfitta per operare in maniera disinvolta. Media e associazioni di consumatori conoscevano solo questa realtà, che hanno rappresentato alle istituzioni, le quali hanno agito di conseguenza. L'associazione ha portato alla luce la realtà, costituita da aziende che operavano in maniera professionale ed etica, contribuendo a creare valore per le aziende mandanti. Senza sottrarsi mai al confronto, anzi andandolo a cercare anche in trasmissioni scomode come Mi manda Raitre o Striscia la notizia quando parlavano di recupero crediti. Fu così che Unirec diventò un interlocutore credibile e ascoltato di istituzioni, consumatori e media.
Altro passo decisivo fu per l'associazione entrare nel 2002 in FENCA. Da Bruxelles fu accelerata l'attività di lobby trasparente, fino ad arrivare alla condanna dell'Italia per l'emanazione della famosa Circolare Masone e, di conseguenza, al suo superamento fino alla modifica dell'art. 115 TULPS.
Infine, furono conclusi accordi con le maggiori associazioni dei consumatori, con i quali fu steso un decalogo di comportamento nei confronti dei debitori, che si aggiunse al codice deontologico dell'associazione.
Tutto questo aveva come presupposto la credibilità assoluta dell'associazione che nel frattempo era diventata UNIREC. Fin dal primo momento fu fatta una rigorosa selezione delle adesioni basata su severi controlli della serietà e della professionalità dei richiedenti.